# Квалификације за Европско првенство у фудбалу 2024 — група Х
Група Х квалификација за Европско првенство у фудбалу 2024. се састојала од 6 репрезентација: Данска, Финска, Словенија, Казахстан, Северна Ирска и Сан Марино.
Репрезентације Данске и Словеније су као првопласиране и другопласиране репрезентације избориле директан пласман на првенство, док захваљујући ранг листи УЕФА Лиге нације 2022/23. у бараж су отишле репрезентације Финске и Казахстана.

## Табела
| Легенда |
| --- |
| Репрезентација која се квалификује у првом кругу                                                                                                 |
| Репрезентација која иде у бараж захваљујући учинку у Лиги нација 2022/23. након што нису завршили на првом или другом месту табеле у првом кругу |

| Табела групе Х | Табела групе Х | Табела групе Х | Табела групе Х | Табела групе Х | Табела групе Х | Табела групе Х | Табела групе Х | Табела групе Х | Табела групе Х |  |        |           |        |           |               |            |  | Домаћи | Домаћи | Домаћи | Домаћи | Домаћи | Домаћи | Домаћи | Гости | Гости | Гости | Гости | Гости | Гости | Гости |
|                | Репрезентација | И              | Д              | Н              | И              | ДГ             | ПГ             | ГР             | Бод.           |  | Данска | Словенија | Финска | Казахстан | Северна Ирска | Сан Марино |  | И      | Д      | Н      | И      | ДГ     | ПГ     | Бод.   | И     | Д     | Н     | И     | ДГ    | ПГ    | Бод.  |
| 1.             | Данска         | 10             | 7              | 1              | 2              | 19             | 10             | +9             | 22             |  | -      | 2:1       | 3:1    | 3:1       | 1:0           | 4:0        |  | 5      | 5      | 0      | 0      | 13     | 3      | 15     | 5     | 2     | 1     | 2     | 6     | 7     | 7     |
| 2.             | Словенија      | 10             | 7              | 1              | 2              | 20             | 9              | +11            | 22             |  | 1:1    | -         | 3:0    | 2:1       | 4:2           | 2:0        |  | 5      | 4      | 1      | 0      | 12     | 4      | 13     | 5     | 3     | 0     | 2     | 8     | 5     | 9     |
| 3.             | Финска         | 10             | 6              | 0              | 4              | 18             | 10             | +8             | 18             |  | 0:1    | 2:0       | -      | 1:2       | 4:0           | 6:0        |  | 5      | 3      | 0      | 2      | 13     | 3      | 9      | 5     | 3     | 0     | 2     | 5     | 7     | 9     |
| 4.             | Казахстан      | 10             | 6              | 0              | 4              | 16             | 12             | +4             | 18             |  | 3:2    | 1:2       | 0:1    | -         | 1:0           | 3:1        |  | 5      | 3      | 0      | 2      | 8      | 6      | 9      | 5     | 3     | 0     | 2     | 8     | 6     | 9     |
| 5.             | Северна Ирска  | 10             | 3              | 0              | 7              | 9              | 13             | -4             | 9              |  | 2:0    | 0:1       | 0:1    | 0:1       | -             | 3:0        |  | 5      | 2      | 0      | 3      | 5      | 3      | 6      | 5     | 1     | 0     | 4     | 4     | 10    | 3     |
| 6.             | Сан Марино     | 10             | 0              | 0              | 10             | 3              | 31             | -28            | 0              |  | 1:2    | 0:4       | 1:2    | 0:3       | 0:2           | -          |  | 5      | 0      | 0      | 5      | 2      | 13     | 0      | 5     | 0     | 0     | 5     | 1     | 18    | 0     |

## Резултати
| Казахстан     | 1:2    | Словенија                  |
| ------------- | ------ | -------------------------- |
| Самородов 24’ | Детаљи | Брекало 47’ · Випотник 78’ |

| Данска                  | 3:1    | Финска     |
| ----------------------- | ------ | ---------- |
| Хејлунд 21’, 82’, 90+3’ | Детаљи | Антман 53’ |

| Сан Марино | 0:2    | Северна Ирска  |
| ---------- | ------ | -------------- |
|            | Детаљи | Чарлс 24’, 55’ |

| Казахстан                                              | 3:2    | Данска           |
| ------------------------------------------------------ | ------ | ---------------- |
| Зајнутдинов 73’ (пен.) · Тагиберген 86’ · Ајмбетов 89’ | Детаљи | Хејлунд 21’, 36’ |

| Словенија                     | 2:0    | Сан Марино |
| ----------------------------- | ------ | ---------- |
| Шешко 56’ · Ди Мајо 60’ (аг.) | Детаљи |            |

| Северна Ирска | 0:1    | Финска     |
| ------------- | ------ | ---------- |
|               | Детаљи | Келман 28’ |

| Финска                      | 2:0    | Словенија |
| --------------------------- | ------ | --------- |
| Похјанпало 13’ · Антман 64’ | Детаљи |           |

| Данска   | 1:0    | Северна Ирска |
| -------- | ------ | ------------- |
| Винд 47’ | Детаљи |               |

| Сан Марино | 0:3    | Казахстан                                                   |
| ---------- | ------ | ----------------------------------------------------------- |
|            | Детаљи | Вороговскиј 37’ · Тагиберген 64’ (пен.) · Зајнутдинов 90+5’ |

| Финска                                                    | 6:0    | Сан Марино |
| --------------------------------------------------------- | ------ | ---------- |
| Камара 16’ · Келман 39’ · Хоканс 65’, 72’, 74’ · Пуки 76’ | Детаљи |            |

| Северна Ирска | 0:1    | Казахстан    |
| ------------- | ------ | ------------ |
|               | Детаљи | Ајмбетов 88’ |

| Словенија  | 1:1    | Данска      |
| ---------- | ------ | ----------- |
| Шпорар 25’ | Детаљи | Хејлунд 42’ |

| Казахстан | 0:1    | Финска     |
| --------- | ------ | ---------- |
|           | Детаљи | Антман 78’ |

| Данска                                             | 4:0    | Сан Марино |
| -------------------------------------------------- | ------ | ---------- |
| Хејбјерг 26’ · Меле 28’ · Винд 40’ · Ериксен 90+4’ | Детаљи |            |

| Словенија                                   | 4:2    | Северна Ирска        |
| ------------------------------------------- | ------ | -------------------- |
| Шпорар 3’, 56’ · Стојановић 17’ · Шешко 42’ | Детаљи | Прајс 7’ · Ивенс 53’ |

| Казахстан     | 1:0    | Северна Ирска |
| ------------- | ------ | ------------- |
| Самородов 27’ | Детаљи |               |

| Финска | 0:1    | Данска       |
| ------ | ------ | ------------ |
|        | Детаљи | Хејбјерг 86’ |

| Сан Марино | 0:4    | Словенија                                            |
| ---------- | ------ | ---------------------------------------------------- |
|            | Детаљи | Випотник 4’ · Млакар 16’ · Ловрић 61’ · Карничик 67’ |

| Северна Ирска                          | 3:0    | Сан Марино |
| -------------------------------------- | ------ | ---------- |
| Смит 5’ · Магенис 11’ · Макменамин 81’ | Детаљи |            |

| Словенија                          | 3:0    | Финска |
| ---------------------------------- | ------ | ------ |
| Шешко 16’ (пен), 28’ · Јанжа 90+2’ | Детаљи |        |

| Данска                     | 3:1    | Казахстан       |
| -------------------------- | ------ | --------------- |
| Винд 36’ · Сков 45+1’, 48’ | Детаљи | Вороговскиј 58’ |

| Финска     | 1:2    | Казахстан                   |
| ---------- | ------ | --------------------------- |
| Тејлор 28’ | Детаљи | Зајнутдинов 77’ (пен.), 89’ |

| Северна Ирска | 0:1    | Словенија |
| ------------- | ------ | --------- |
|               | Детаљи | Черин 5’  |

| Сан Марино   | 1:2    | Данска                    |
| ------------ | ------ | ------------------------- |
| Голинучи 61’ | Детаљи | Хејлунд 42’ · Поулсен 70’ |

| Казахстан                                 | 3:1    | Сан Марино    |
| ----------------------------------------- | ------ | ------------- |
| Чесноков 19’, 51’ · Ајмбетов 90+2’ (пен.) | Детаљи | Франчиози 60’ |

| Финска                                                  | 4:0    | Северна Ирска |
| ------------------------------------------------------- | ------ | ------------- |
| Похјанпало 42’ (пен.) · Хоканс 48’ · Пуки 74’ · Лод 88’ | Детаљи |               |

| Данска                 | 2:1    | Словенија |
| ---------------------- | ------ | --------- |
| Меле 26’ · Деланеј 54’ | Детаљи | Јанжа 30’ |

| Северна Ирска         | 2:0    | Данска |
| --------------------- | ------ | ------ |
| Прајс 60’ · Чарлс 81’ | Детаљи |        |

| Сан Марино           | 1:2    | Финска         |
| -------------------- | ------ | -------------- |
| Берарди 90+7’ (пен.) | Детаљи | Соири 50’, 58’ |

| Словенија                     | 2:1    | Казахстан  |
| ----------------------------- | ------ | ---------- |
| Шешко 41’ (пен.) · Вербич 86’ | Детаљи | Оразов 48’ |

## Стрелци
7 голова
| - Расмус Хејлунд |

5 голова
| - Бењамин Шешко |

4 гола
| - Бактијар Зајнутдинов | - Данијел Хоканс |

3 гола
| - Јонас Винд - Абат Ајмбетов | - Дион Чарлс - Андраж Шпорар | - Оливер Антман |

2 гола
| - Јоаким Меле - Пјер Емил Хејбјерг - Роберт Сков - Ашкат Тагиберген - Ислам Чесноков | - Јан Вороговскиј - Максим Самородов - Ајзак Прајс - Ерик Јанжа - Жан Випотник | - Бењамин Келман - Јоел Похјанпало - Пири Соири - Тему Пуки |

1 гол
| - Јусуф Поулсен - Томас Деланеј - Кристијан Ериксен - Рамазан Оразов - Алесандро Голинучи - Симоне Франчиози - Филипо Берарди | - Конор Макменамин - Пол Смит - Џони Ивенс - Џош Магенис - Адам Гнезда Черин - Бењамин Вербич - Давид Брекало | - Жан Карничик - Јан Млакар - Петар Стојановић - Санди Ловрић - Глен Камара - Роберт Тејлор - Робин Лод |

Аутогол
| - Роберто Ди Мајо (против Словеније) |